# Джайылган
Джайылган (кирг. Жайылган) — село в Манасском районе Таласской области Кыргызстана. Входит в состав Покровского аильного округа. Код СОАТЕ — 41707 225 833 03 0.

## Население
По данным переписи 2009 года, в селе проживало 1337 человек.